# 衛生福利部桃園醫院

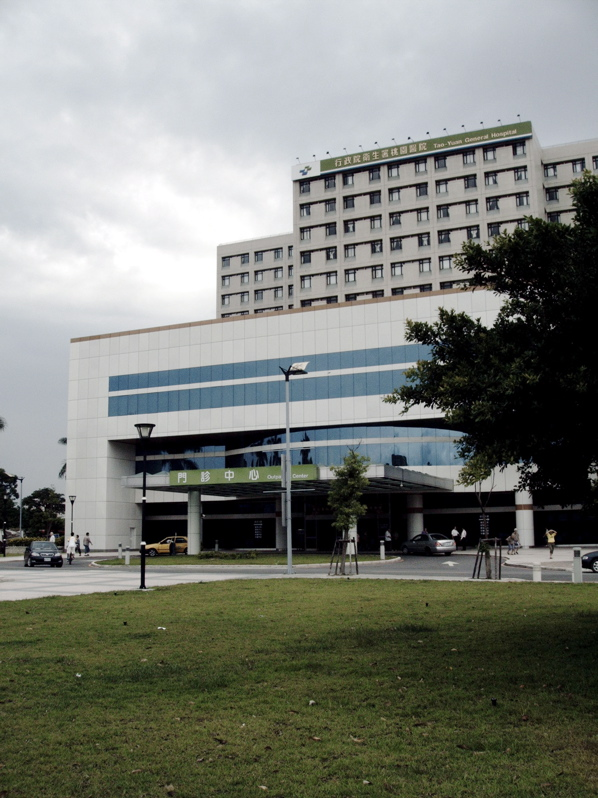
行政院衛生署桃園醫院

衛生福利部桃園醫院（英語：Taoyuan General Hospital, Ministry of Health and Welfare, TYGH，簡稱部桃醫院、部桃、桃醫，今以前稱省桃醫院沿用為俗稱）是中華民國衛生福利部設於桃園市的所屬醫院，於1979年設立。另設有新屋分院。

## 歷史

### 省桃時期
- 1979年12月15日臺灣省立桃園醫院（省桃）創立，隸屬於臺灣省政府衛生處。
- 1991年評鑑為「醫學中心」，為省市立醫院中唯一的醫學中心。
- 1992年擴建醫學中心。

### 署桃時期
- 1999年臺灣省政府功能業務與組織調整，改隸行政院衛生署，更名行政院衛生署桃園醫院（署桃），同年醫療大樓啟用。
- 2003年新屋分院啟用。
- 2004年評鑑為「區域醫院」、「乙級教學醫院」
- 2005年與中原大學、國立中央大學、輔仁大學、元智大學、新生醫護管理專科學校簽署建教合作。
- 2006年與開南大學簽訂建教合作合約，同年新門診大樓完工。
- 2008年與元培科技大學簽訂建教合作。

### 部桃時期
- 2013年7月23日隨衛生署升格而更名為衛生福利部桃園醫院（部桃）。
- 2021年1月11日起，發生衛生福利部桃園醫院嚴重特殊傳染性肺炎群聚感染事件，是臺灣發生的第二起新冠肺炎院內感染事件。[a][1][4][5]
- 2021年4月16日起，成為國立陽明交通大學的教學醫院。

## 組織
- 內科： 
  - 包括心臟科
  - 胸腔科
  - 肝膽腸胃科
  - 腎臟科
  - 一般內科
    - 含新陳代謝科
    - 風濕免疫科
    - 感染科等
- 外科： 
  - 一般外科
  - 神經外科
  - 心臟血管外科
  - 胸腔外科
  - 大腸直腸外科
  - 內分泌外科
- 其他科系： 
  - 婦產科
  - 小兒科
  - 復健科
  - 精神科
  - 眼科
  - 耳鼻喉科
  - 牙科
  - 皮膚科
  - 中醫科
  - 腫瘤科
  - 急診科
  - 放射線科
  - 神經內科
  - 高年科
  - 家庭醫學科
  - 職業醫學科
- 醫事科
- 醫療委員會
- 防治中心
- 各行政科室

### 新屋分院
新屋分院因設有負壓隔離病房，是傳染病指定防治醫院，又因為離桃園機場近，成為台灣首例新冠肺炎患者的隔離醫院。

## 外部連結
- 官方网站
- 衛生福利部桃園醫院的Facebook專頁
- YouTube上的衛生福利部桃園醫院頻道
- . 衛生福利部桃園醫院資訊室.   [2021-05-15]. （原始内容存档于2021-02-26） （中文（臺灣））.

24°58′38″N 121°16′06″E / 24.977276°N 121.268238°E